# Apolemichthys arcuatus
Apolemichthys arcuatus е вид бодлоперка от семейство Pomacanthidae. Видът не е застрашен от изчезване.

## Разпространение и местообитание
Разпространен е в Малки далечни острови на САЩ (Атол Джонстън и Мидуей) и САЩ (Хавайски острови).
Обитава морета, рифове и крайбрежия. Среща се на дълбочина от 12 до 183 m, при температура на водата от 22,9 до 25,5 °C и соленост 34,7 – 35,3 ‰.

## Описание
На дължина достигат до 18 cm.
Популацията на вида е стабилна.